# دونكورميك
دونكورميك أو دونكورماك  (بالأيرلندية: Dún Cormaic)
 هي قرية ريفية ومجتمع محلي يقع في مقاطعة ويكسفورد، أيرلندا. في وقت تعداد عام 2002، كان عدد سكان دونكورميك 503. القرية تبعد ب 18 كيلومتر (11 ميل) من ويكسفورد ، على مقربة من قرية Kilmore Quay لصيد الأسماك والتي تعد واحدة من أكبر موانئ الصيد في أيرلندا. يستخدم اسم دونكورميك في بعض الأحيان للإشارة ليس فقط إلى القرية، ولكن أيضًا إلى المناطق الريفية المحيطة بها.

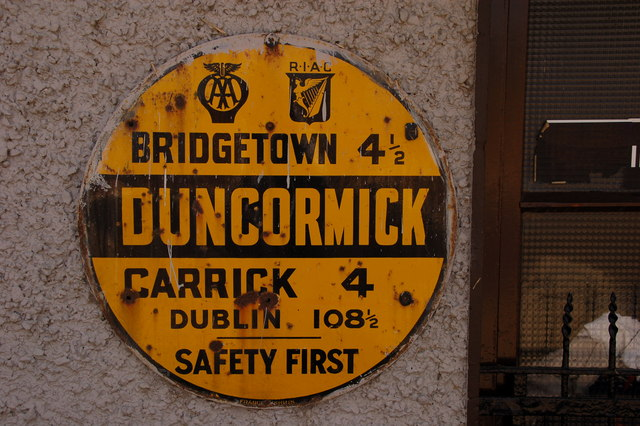
جولة موقع AA

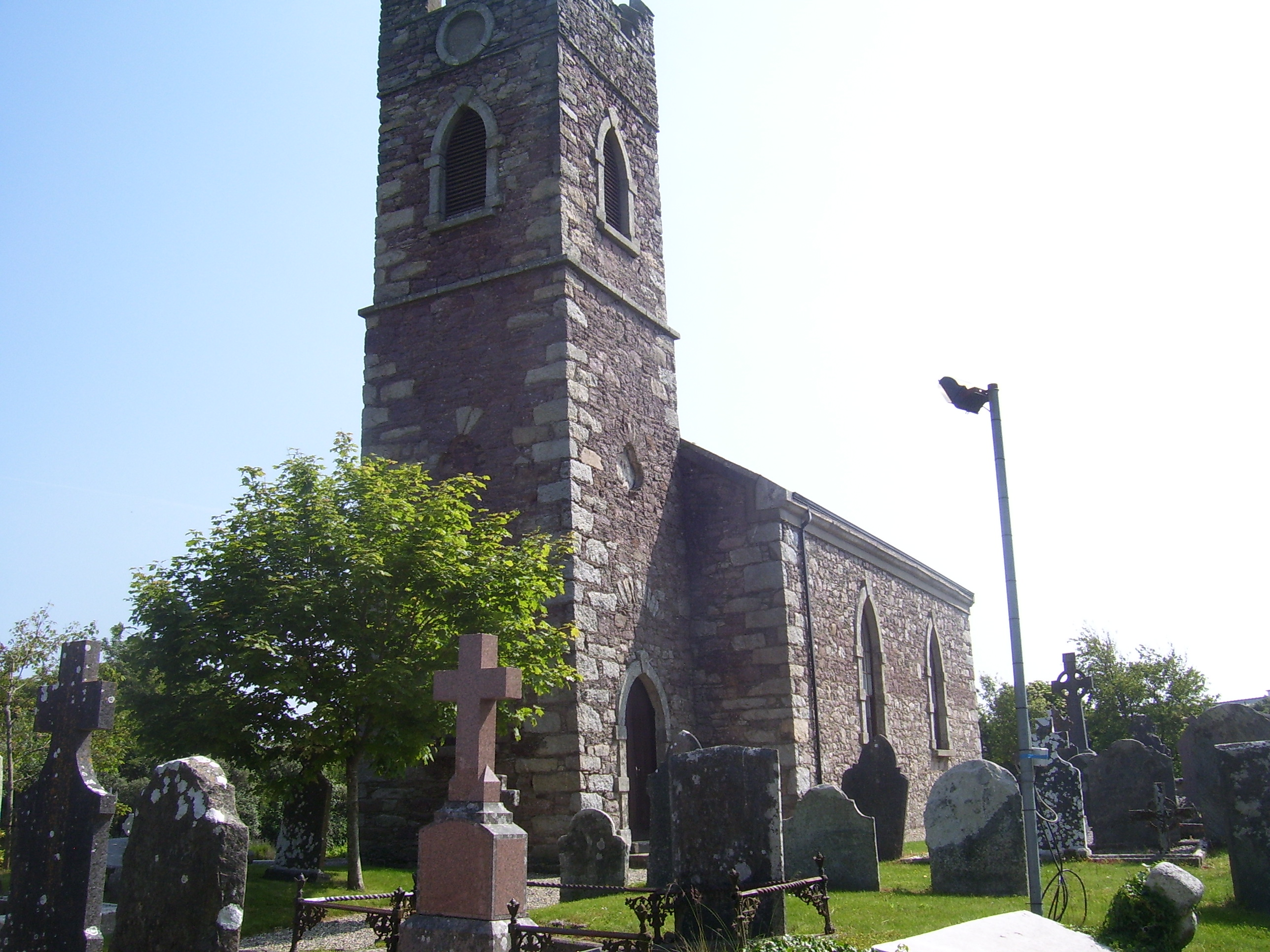
كنيسة دونكورميك

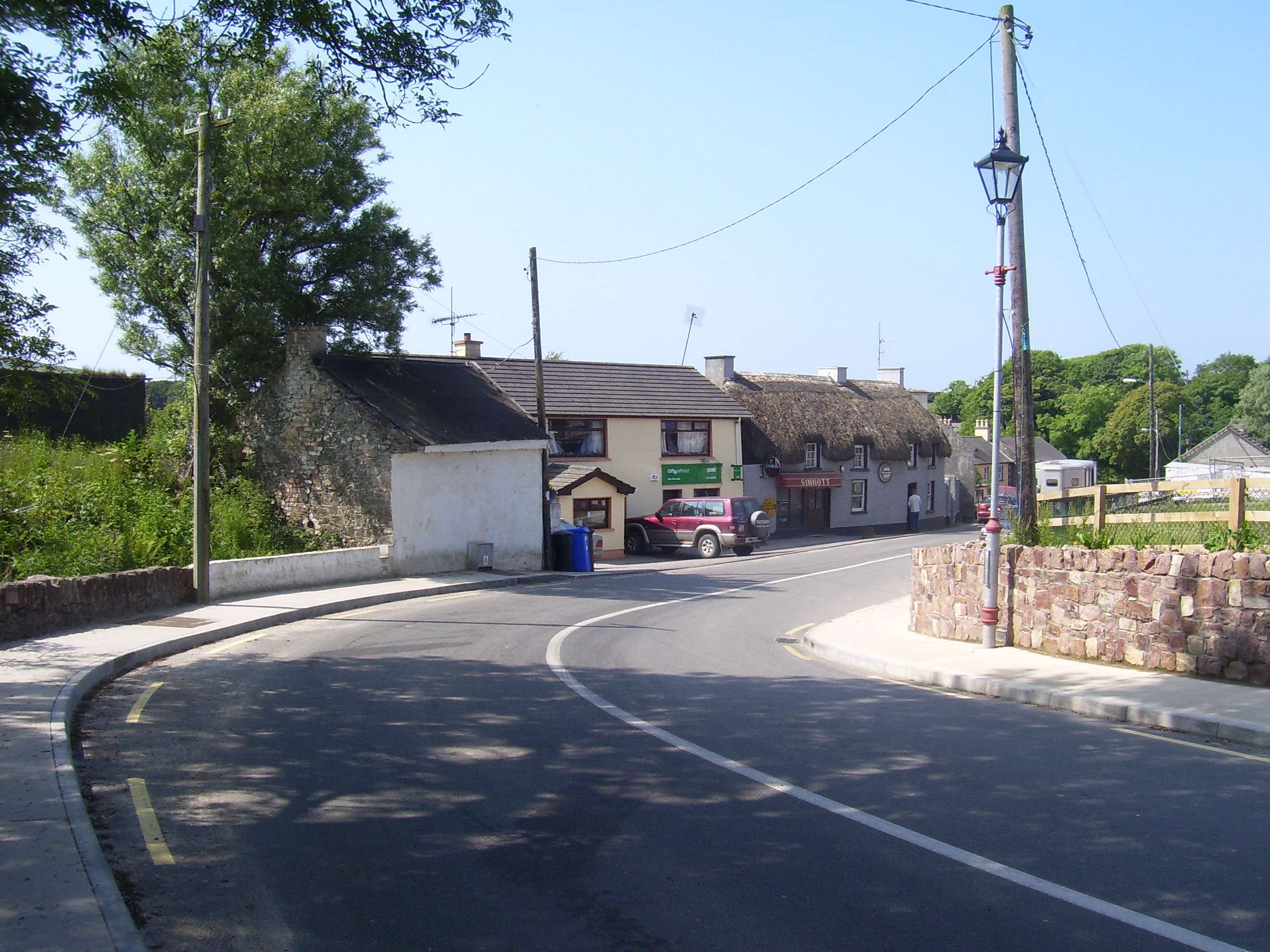
مركز القرية